# JMO
有限会社JMO（ジェイエムオー）は、東京都中央区にかつて存在した芸能プロダクション。1998年12月設立。
主に女性アイドルが所属しているが、2009年頃より俳優も所属していた。

## 過去の主な所属者

### 所属経験のある女性
- 石坂ちなみ[3]
- 橋本紗和[4]
- 手塚りえ[5]
- 大島麻衣（元:AKB48）
- 伊藤ゆりか / 伊藤ゆり香 / 香原ゆりか[6]
- 渋谷実由生[7]
- 生島可愛[8]
- 広崎奈々[9]
- 前里優菜[10]
- 若宮美咲[11]
- しまだ早希[12]
- 神岡涼子[13]
- 夏川彩奈
- 佐藤けいこ[14]
- 斉藤晴南[15]
- 若山愛美[16]
- 深谷紗香[17]
- 角田奈穂[18]
- 長谷川ゆう[19]
- 小久保真美
- 里内絵美[20]
- 佐野三和子[21]
- 藍田真未
- 南都絵梨
- 中川愛里紗
- 小林紗絢子
- 森よう子[22]
- 大橋由起子[23]
- 甘利はるな[24]
- 池田光子
- 水月あい[25]
- 青山あん[26]
- 桜井りさ子
- 佐々木良子[27]
- 野口歩美[28]
- 矢野ちえ[29]
- 津留要
- 杏音
- 山口みらん[30]
- 清野紗耶香[31]
- 久保由利香 / 久保ユリカ[32]
- 真碕みか[33]
- 猪野由梨佳[34]
- 加藤亜季[35]
- さちこ[36]
- 加藤真帆
- 三田あいり[37]
- 鈴木麻比[38]
- ちとせ[39]
- 菅原舞[40][41]
- 奥村凛[42][43]
- 大山貴華
- 東條ナナ
- 西澤由貴
- 原朋子
- いさきあずな
- 辻村ゆりな
- 泉舞
- 三角真美
- 永田南
- 木村梨乃
- 宍戸桃子
- 南谷恵
- 後藤理沙[44]
- 麻見奈央[45]
- 南結衣[46]
- 山口敦子[47]
- 有村こはる[48]
- 鈴原希野[49]
- 津留慶子[50]
- 斉藤莉央[51]
- 星乃れい[52]
- 大沢風琴[53]
- 寺坂美優[54]
- 早川あやな[55]
- 藤田愛梨菜[56]
- 林美里[57]
- 進元知佳[58]
- 石坂希恵[59]
- 阪本麻美（※業務提携）

### 所属経験のある男性
- 伊嵜充則（※業務提携）[60]
- 來河侑希[61]
- 堤隼人[62]
- 塩澤毅郎[25]
- 中山佑太[25]
- 宮倉一稀[25]
- 岩尾祥太朗[63]
- 川上慶大[64]
- 冨山佑[65]
- 木竜和幸[66]
- おざわ智弥[67]
- 竹岡英征
- 後久寛
- 津田正広
- 尾登周作
- 音吹保臣
- 鴇崎真琴[68]
- 悟志[69]
- 池上宝[70]